# ولگرد کوچولو

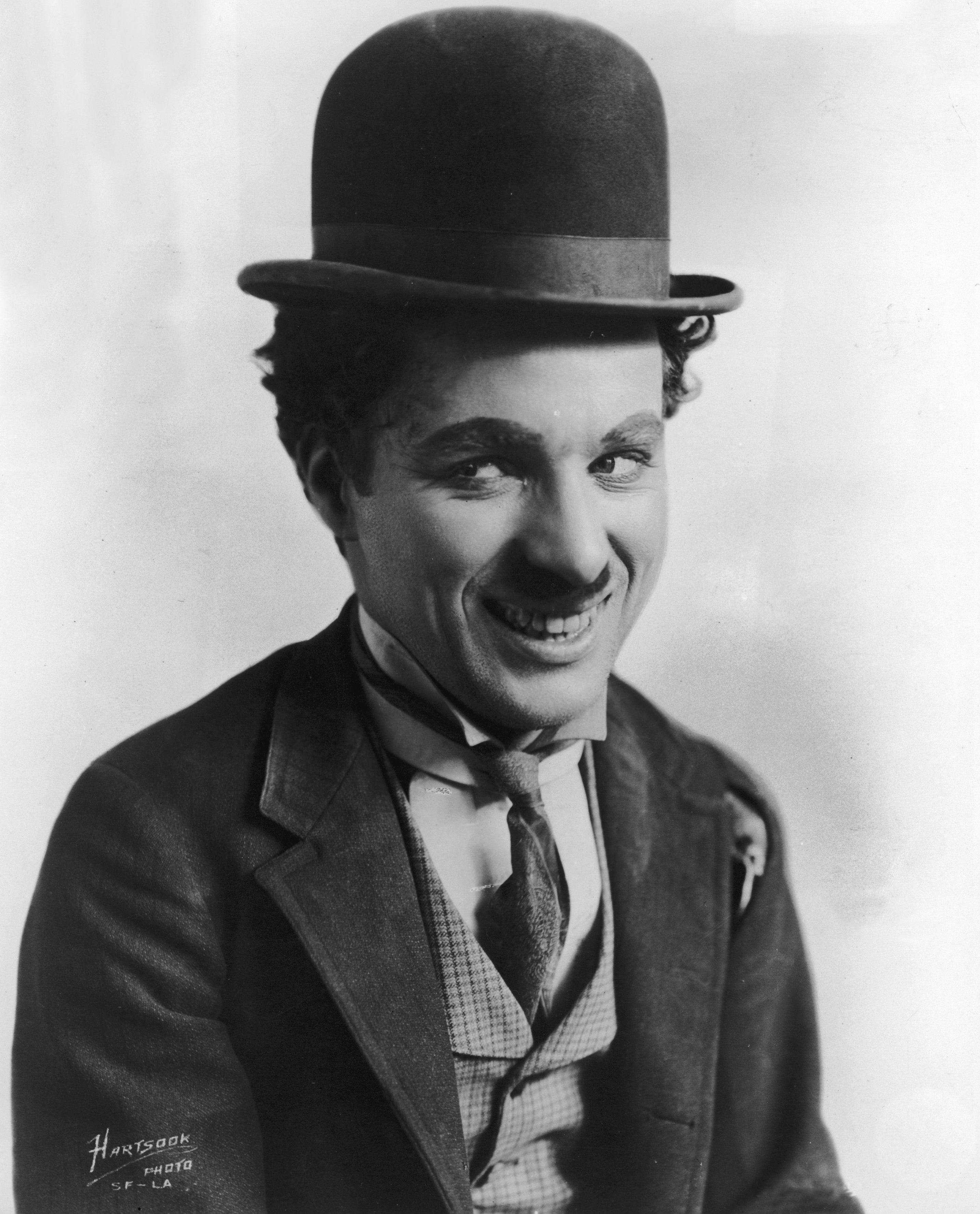
چارلی چاپلین در لباس ولگرد کوچولو

ولگرد کوچولو (به انگلیسی: The Tramp) نام کاراکتر خاطره انگیز چارلی چاپلین در فیلمهای اوست. ولگرد کوچولو آنگونه که توسط چارلی چاپلین به تصویر کشیده شده‌است، یک آدم گیج، اما خوش قلب است که با آنکه بی خانمان است، اما سعی می‌کند شخصیت و وقار خود را برخلاف وضعیت طبقاتی‌اش حفظ کند. این کاراکتر  هنوز هم مشهورترین تصویر در تمام دنیاست.
مخمصه عجیب میبل اولین فیلمی بود که چارلی چاپلین در نقش ولگرد کوچولو دیده شد. پیش از این در مسابقه اتومبیلرانی در ونیز در نقش ولگرد کوچولو ظاهر شده بود، اما «مخمصه عجیب میبل» زودتر از آن اکران شد.

## ویژگی‌ها
- شلوار گشاد می‌پوشد
- با آن که پیر نیست، عصا به دست دارد. (از آن برای راه رفتن استفاده نمی‌کند، بلکه استفاده‌های دیگری از آن می‌کند)
- کفش کهنه ای به پا دارد
- کلاه شاپو به سر دارد
- سبیل مسواکی دارد
- با باسن یا جاهای غیرمعمول، کبریتش را روشن می‌کند
- زمانی که چند بار کلاهش گذاشته و برداشته می‌شود، ناخودآگاه کلاهش به هوا می‌پرد
- عاشق‌پیشه است (وقتی زنی به او لبخند می‌زند، سریع به نزد او می‌رود تا با او ارتباط برقرار کند)
- وقتی یک زن خیلی به او روی خوش نشان می‌دهد، از خود بی خود می‌شود و کارهای عجیب و غریبی انجام می‌دهد. (مثل: با حرکات موزونش با باسن به زمین می‌افتد. یا: دیگران را به زمین می‌اندازد. یا: با عصایش به خودش، دیگران، وسایل، ضربه می‌زند
- وقتی از دست کسی عصبانی می‌شود، به باسن او لگد می‌زند. (اما هیچ وقت به زن‌ها لگد نمی‌زند)
- در برخورد اول با دیگران کلاهش را به معنای احترام برمی‌دارد
- زمانی که پایش به زمین گیر می‌کند و نزدیک است که بیفتد، رو به زمین برمی گردد و کلاهش را به معنای احترام برمی‌دارد
- با ریش دراز دیگران، اشکش را پاک می‌کند

وقتی غذا می خورد گوشش را با دهان اش اشتباه می گیرد